# Bezirk Spittal an der Drau
46°49′59″N 13°18′22″Ø / 46.83306°N 13.30611°Ø
Bezirk Spittal an der Drau er et administrativt Bezirk (distrikt) i delstaten Kärnten i Østrig.

## Geografi
Med et område i distriktet er 2.763,99  km², er det Østrigs næststørste bezirk, efter areal (efter Liezen), endnu større end den østrigske delstat Vorarlberg, og det langt største distrikt i Kärnten. Det administrative centrum er byen Spittal an der Drau, andre større byer er Gmünd, Greifenburg, Millstatt, Obervellach, Radenthein, Seeboden, Steinfeld og Winklern .
Sammen med de nærliggende distrikter Hermagor og Feldkirchen danner Spittal regionen Øvre Kärnten (Oberkärnten). Det grænser til Østtyrol (Lienz-distriktet) i vest og den østrigske delstat Salzburg i nord.
Det bjergrige område omfatter de sydlige områder af Hohe Tauern og Möll-dalen, de vestlige Gurktal-alper (Nock-bjergene) samt den brede Drava-dal og de nordlige skråninger af Gailtaler Alperne . Det højeste punkt er toppen af Grossglockner, Østrigs højeste bjerg på 3.798. I bezirket ligger også Millstätter See og Weissensee, to af de større søer i Kärnten.

## Administrative afdelinger
Distriktet er opdelt i 33 kommuner, tre af dem er byer og ni af dem er købstæder .

### Byer
1. Gmünd ( slovensk: Sovodje ; 2605)
2. Radenthein ( slovensk: Radenče ; 6620)
3. Spittal an der Drau ( slovensk: Špital ob Dravi ; 16.045)

### Markedsbyer
1. Greifenburg (1.911 indb.)
2. Lurnfeld ( slovensk: Lurnsko polje ; 2.718 indb.)
3. Millstatt ( slovensk: Milje; 3.351 indb.)
4. Oberdrauburg ( slovensk: Gornji Dravograd ; 1.334 indb.)
5. Obervellach ( slovensk: Zgornja Bela; 2.540 indb.)
6. Sachsenburg (1.438 indb.)
7. Seeboden ( slovensk: Jezernica; 6.045 indb.)
8. Steinfeld ( slovensk: Kamen; 2.291 indb.)
9. Winklern (slovensk: Kotlje; 1.134 indb.)

### Kommuner
1. Bad Kleinkirchheim ( slovensk: Cirkniške Toplice ; 1863)
2. Baldramsdorf (1.819)
3. Berg im Drautal ( slovensk: Gora v Dravski dolini ; 1373)
4. Dellach im Drautal ( slovensk: Dole v Dravski dolini ; 1769)
5. Flattach (1.373)
6. Großkirchheim ( slovensk: Veliko Cirkno ; 1606)
7. Heiligenblut ( slovensk: Sveta Kri (1.185)
8. Irschen ( slovensk: Rženo ; 2080)
9. Kleblach-Lind (1.299)
10. Krems i Kärnten (2.157)
11. Lendorf (1.776)
12. Mallnitz ( slovensk: Malnice; 1027)
13. Malta (2.185)
14. Mörtschach ( slovensk: Morče; 942)
15. Mühldorf ( slovensk: Mlina Vas; 963)
16. Rangersdorf (1.805)
17. Reißeck ( slovensk: Rajžek; 2521)
18. Rennweg am Katschberg (2.025)
19. Stall (1.868)
20. Trebesing ( slovensk: Trebežinče; 1263)
21. Weißensee ( slovensk: Belo jezero; 788)

(Befolkningstal pr. 15. maj 2001)
 Der er for få eller ingen kildehenvisninger i denne artikel, hvilket er et problem. Du kan hjælpe ved at angive troværdige kilder til de påstande, som fremføres i artiklen.